# Férfi egyéni kardvívás vívómestereknek az 1906. évi nyári olimpiai játékokon
Az Athénban megrendezett 1906. évi nyári olimpiai játékokon a férfi egyéni kardvívás vívómestereknek egyike volt a 8 vívószámnak. Csak ketten indultak. A belga Cyrille Verbrugge és a görög Joánisz Raíszisz.

## Eredmények
| Döntő |                                      |   |   |
| Arany | Cyrille Verbrugge · Belgium (BEL)    | 1 | 0 |
| Ezüst | Joánisz Raíszisz · Görögország (GRE) | 0 | 1 |